# Kim tự tháp Đỏ
Kim tự tháp Đỏ, còn được biết đến với tên gọi kim tự tháp Bắc, là kim tự tháp lớn nhất trong số ba kim tự tháp chính tại khu lăng mộ Dahshur. Được đặt tên theo màu đỏ của sa thạch, đây cũng là kim tự tháp Ai Cập lớn thứ ba, sau các kim tự tháp của Khufu và Khafra tại Giza. Vào thời điểm được hoàn thành, kim tự tháp Đỏ là công trình nhân tạo cao nhất thế giới. Nó cũng được coi là nỗ lực thành công đầu tiên của con người trong việc xây dựng một kim tự tháp "đúng nghĩa" với cạnh phẳng. Người dân địa phương gọi kim tự tháp là el-haram el-watwat, nghĩa là kim tự tháp Dơi.
Kim tự tháp Đỏ từng được lát một lớp đá vôi Tura trắng, nhưng ngày nay chỉ còn một số ít ở góc kim tự tháp. Trong thời kỳ trung cổ, hầu hết lớp đá vôi này đã được lấy để xây dựng các tòa nhà tại Cairo, làm lộ ra phần sa thạch màu đỏ phía dưới.

## Lịch sử

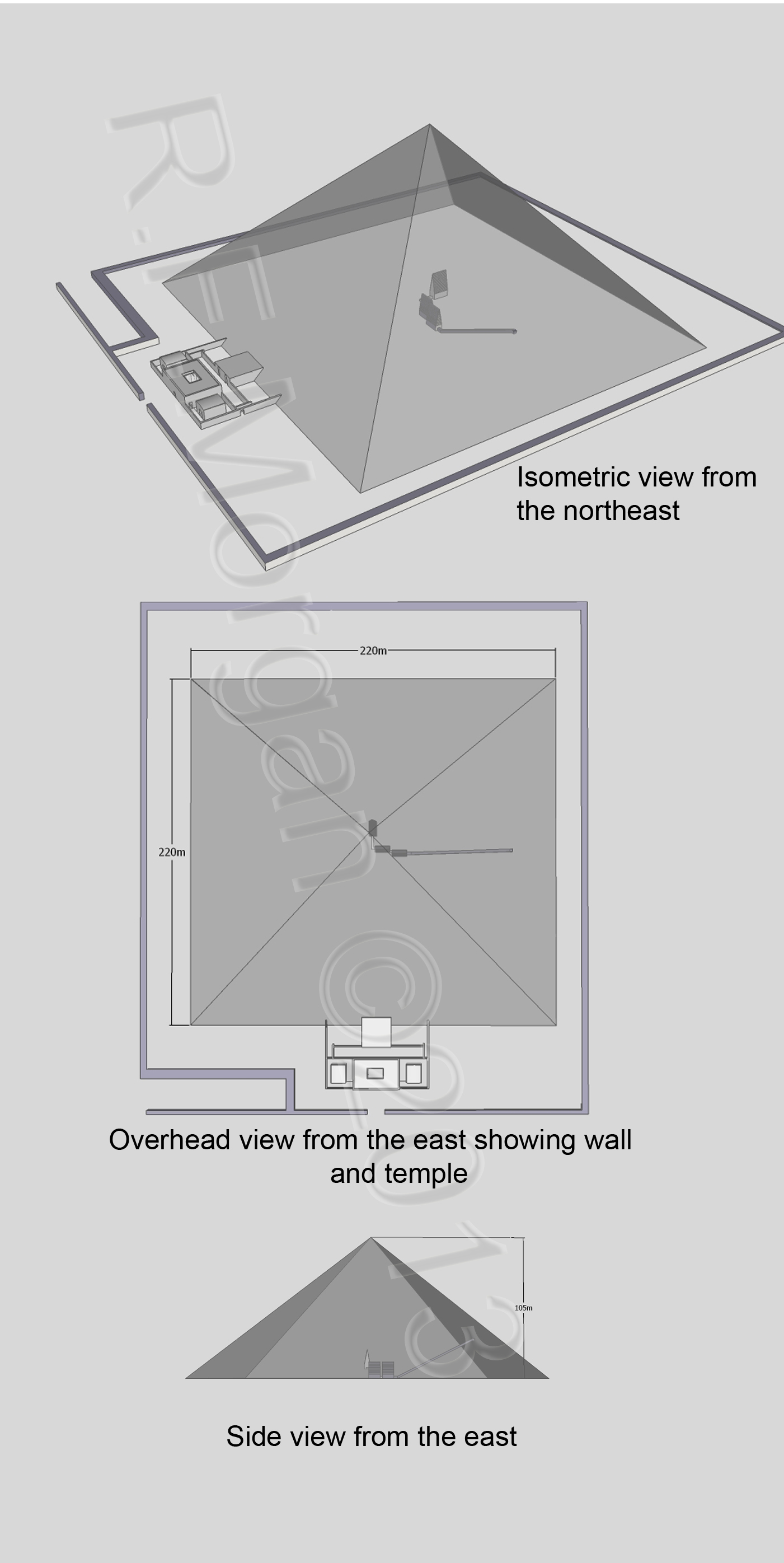
Mô hình 3D của khu tổ hợp kim tự tháp Đỏ.

Kim tự tháp Đỏ là kim tự tháp thứ ba được xây dựng bởi pharaon Sneferu của thời kỳ Cựu vương quốc, nằm cách khoảng một kilômét về phia bắc kim tự tháp Cong. Kim tự tháp này cũng nghiêng khoảng 43 độ như phần trên của kim tự tháp Cong, khiến nó trông có vẻ bẹt hơn so với những kim tự tháp có quy mô tương đương. Việc thi công được tin là đã bắt đầu vào năm thứ 30 trong triều đại của Sneferu. Các nhà Ai Cập học có những ý kiến bất đồng về thời gian thi công. Dựa trên những dấu vết khai thác đá được tìm thấy trong nhiều giai đoạn thi công, Rainer Stadelmann đã ước đoán kim tự tháp Đỏ mất khoảng 17 năm để hoàn thành, trong khi John Romer, lại cho rằng chỉ mất 10 năm 7 tháng.
Các nhà khảo cổ học phỏng đoán rằng thiết kế của kim tự tháp Đỏ là kết quả của những cuộc khủng hoảng về kỹ thuật diễn ra trong quá trình xây dựng hai kim tự tháp trước đó của Sneferu. Kim tự tháp đầu tiên tại Meidum đã sụp đổ, còn kim tự tháp thứ hai, kim tự tháp Cong, đã thay đổi độ nghiêng từ 54 đến 43 độ trong khi được xây dựng.
Một số nhà khảo cổ học tin rằng kim tự tháp tại Meidum là nỗ lực đầu tiên trong việc xây dựng một kim tự tháp cạnh phẳng, và nó đã sụp đổ trong khi kim tự tháp Cong đang được thi công. Chính kim tự tháp Cong cũng bắt đầu cho thấy những dấu hiệu đáng báo động về sự thiếu ổn định, dẫn đến việc sử dụng xà gỗ để chống đỡ phía bên trong kim tự tháp cũng như sự thay đổi độ nghiêng. Do đó, kim tự tháp Đỏ được xây dựng với độ nghiêng thấp hơn để trở nên ổn định và tránh bị sụp đổ.

## Ngày nay

So sánh tương đối kim tự tháp Đỏ với một số công trình có dạng kim tự tháp.

Kim tự tháp Đỏ cao 105 mét (344 ft), Viên đá ở chóp của kim tự tháp đã được tìm thấy và khôi phục, và hiện đang được trưng bày tại Dahshur. Tuy nhiên, vẫn chưa rõ việc nó đã từng được dùng hay không bởi độ nghiêng của nó khác với kim tự tháp.
Kim tự tháp Đỏ, cũng như kim tự tháp Cong, từng không mở cửa cho khách du lịch tham quan trong nhiều năm do một doanh trại quân đội ở gần đó. Hiện nay du khách có thể tham quan kim tự tháp và một hệ thống thông gió đã được lắp đặt với những đường ống theo lối vào xuống các buồng phía bên trong.

## Hình ảnh

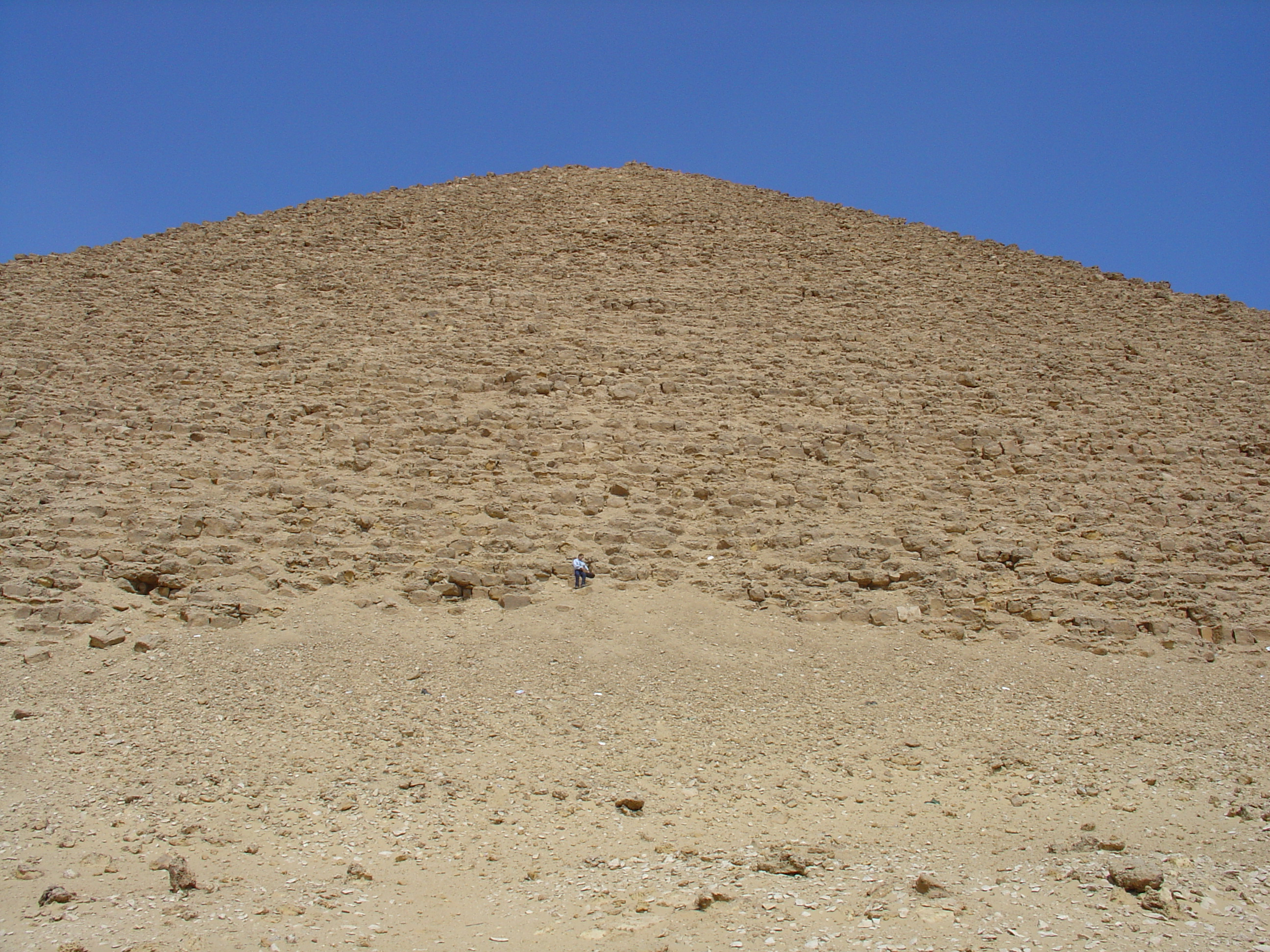
Kim tự tháp Đỏ tại Dahshur
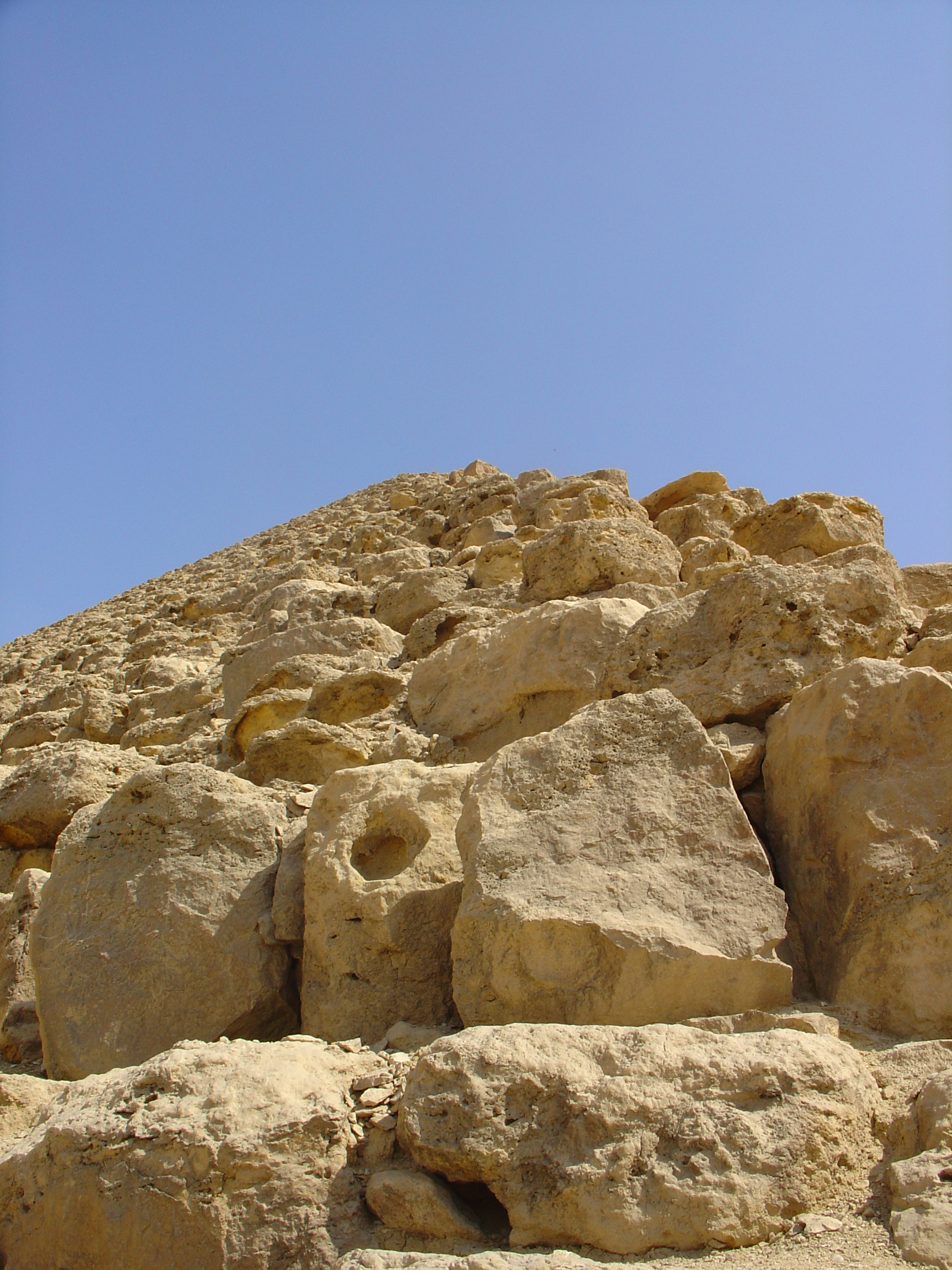
Những viên gạch của kim tự tháp
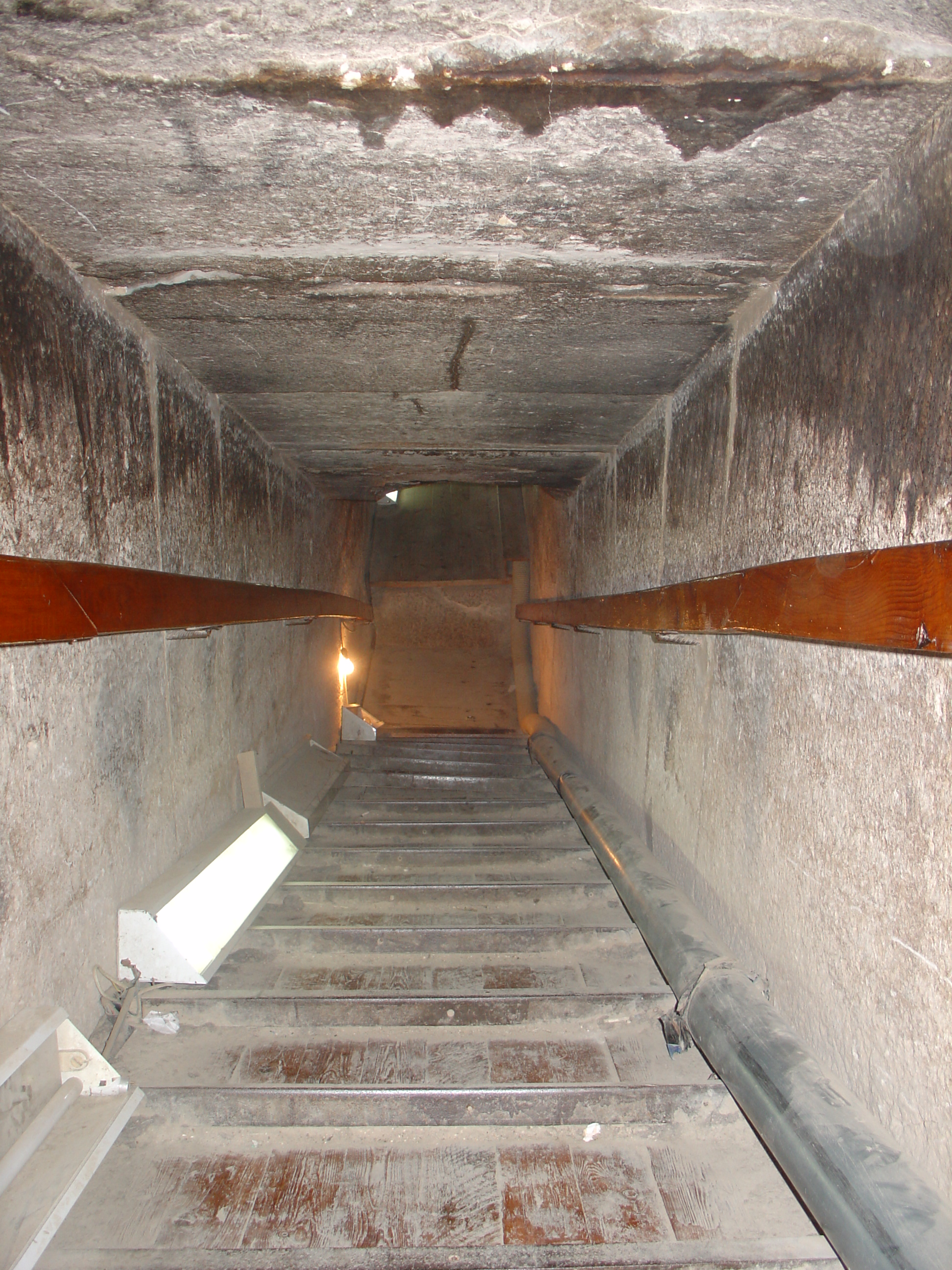
Bên trong kim tự tháp
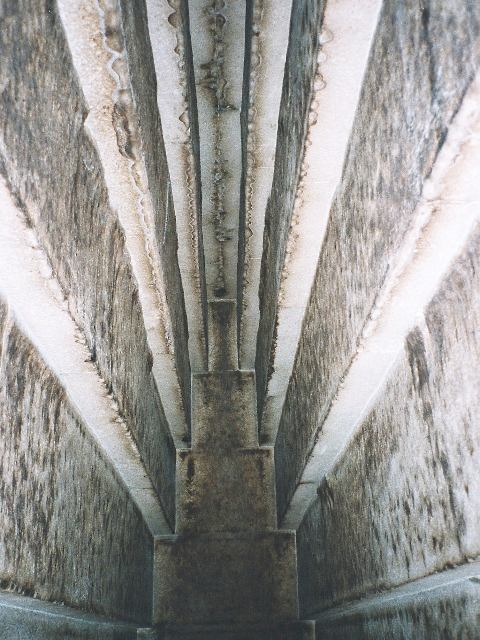
Phía trên buồng mai táng
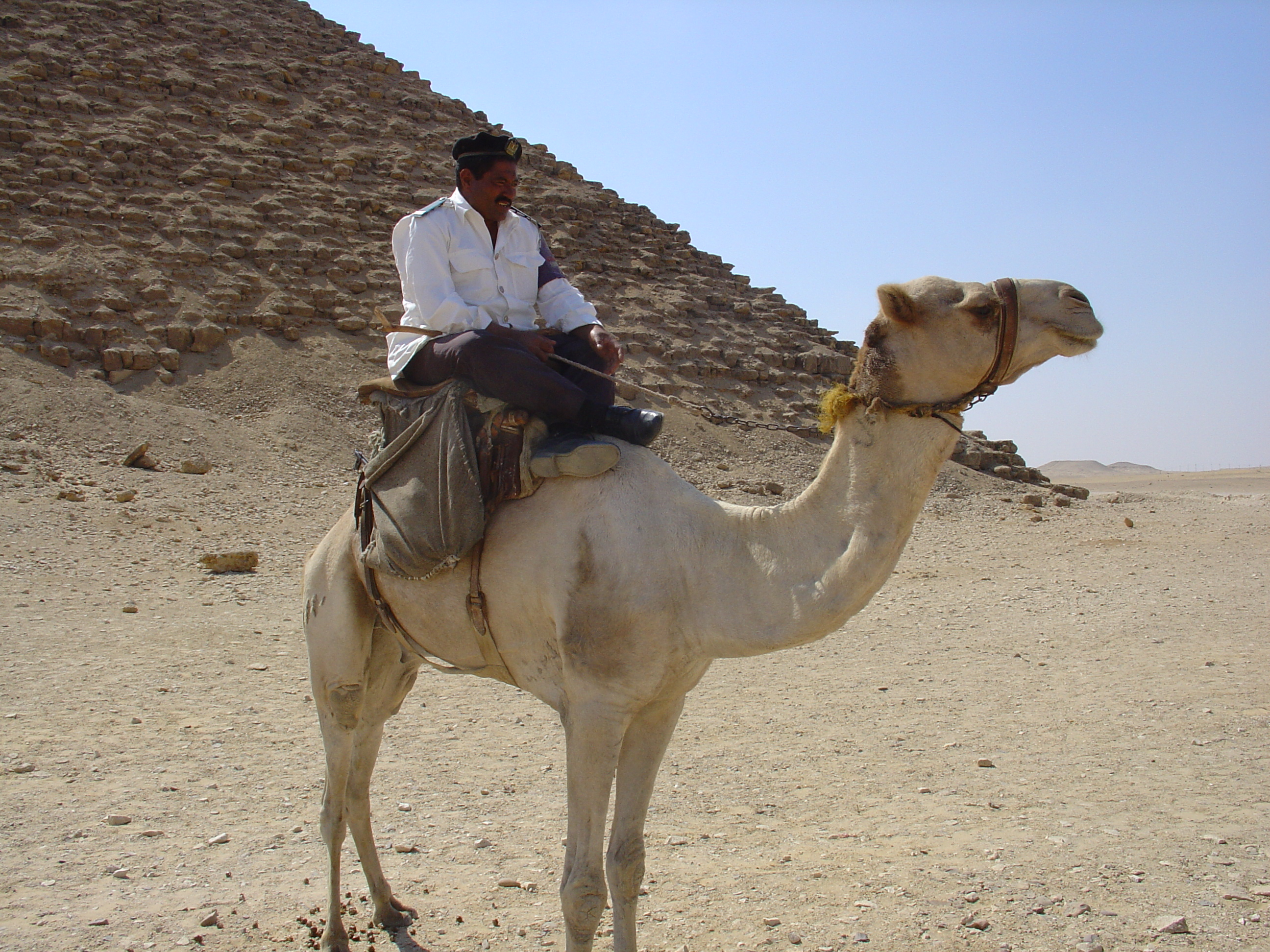
Cảnh sát cưỡi lạc đà đứng trước kim tự tháp
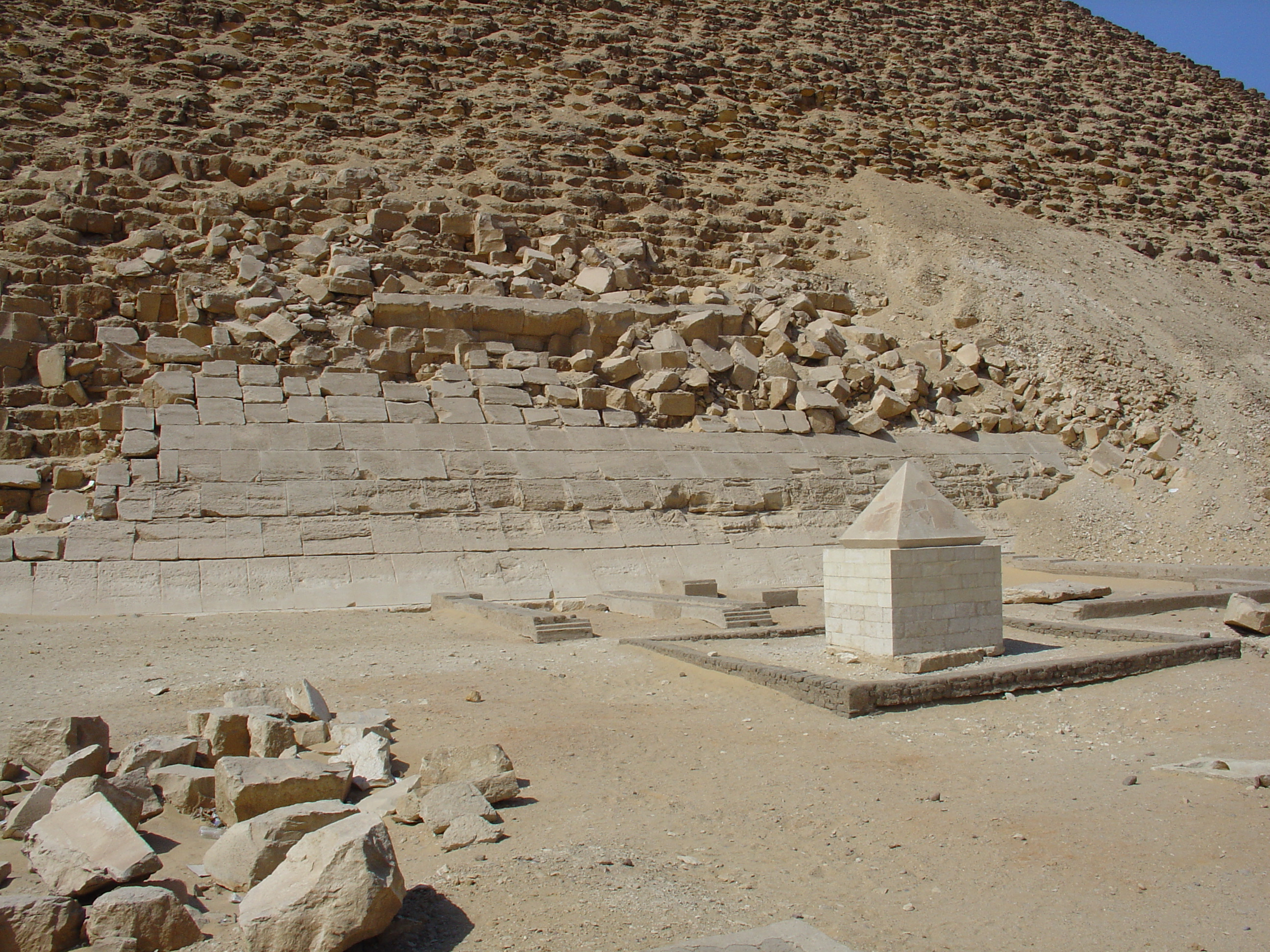
Kim tự tháp trong dự án trùng tu
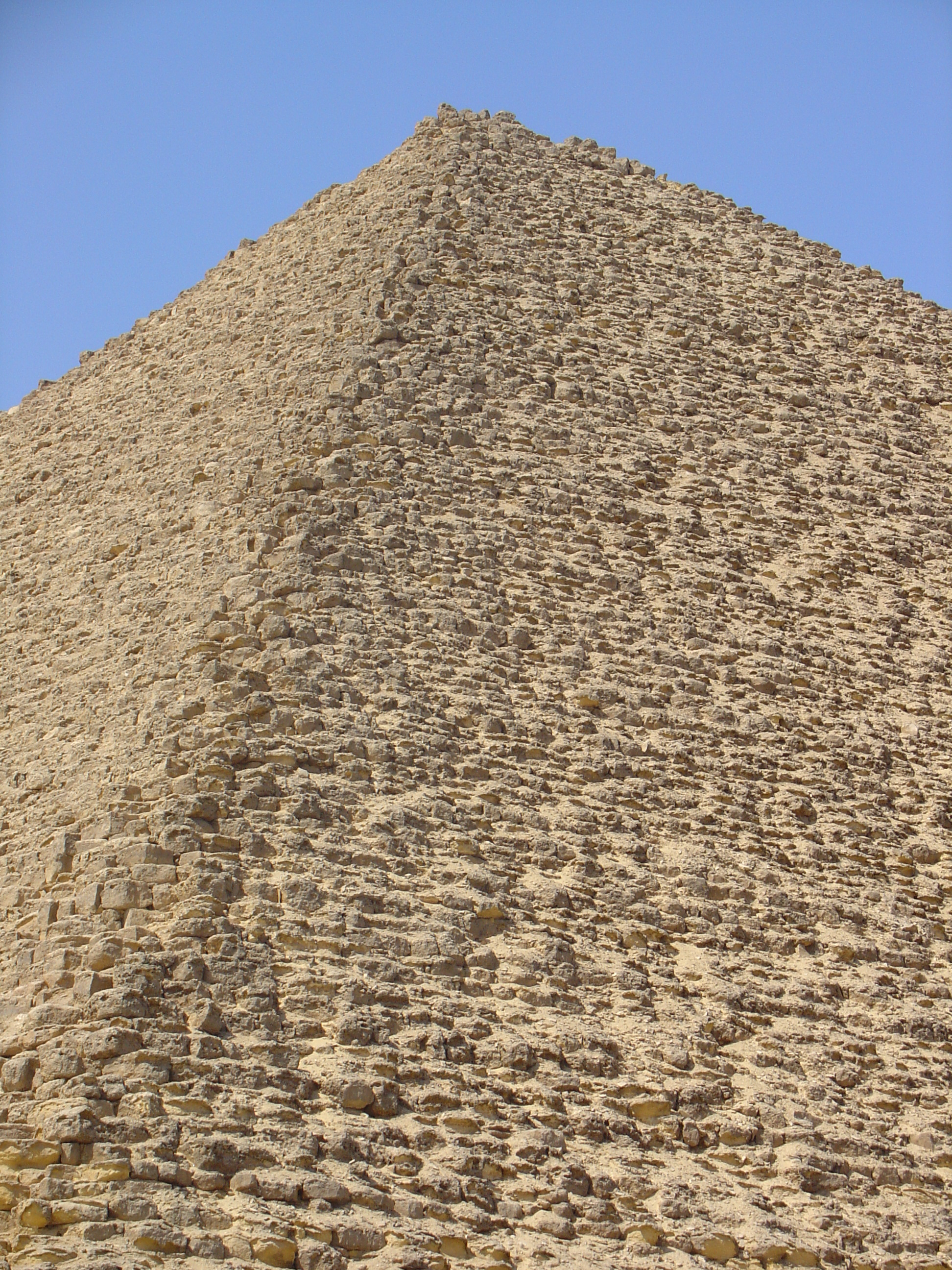
Kim tự tháp Đỏ tại Dahshur
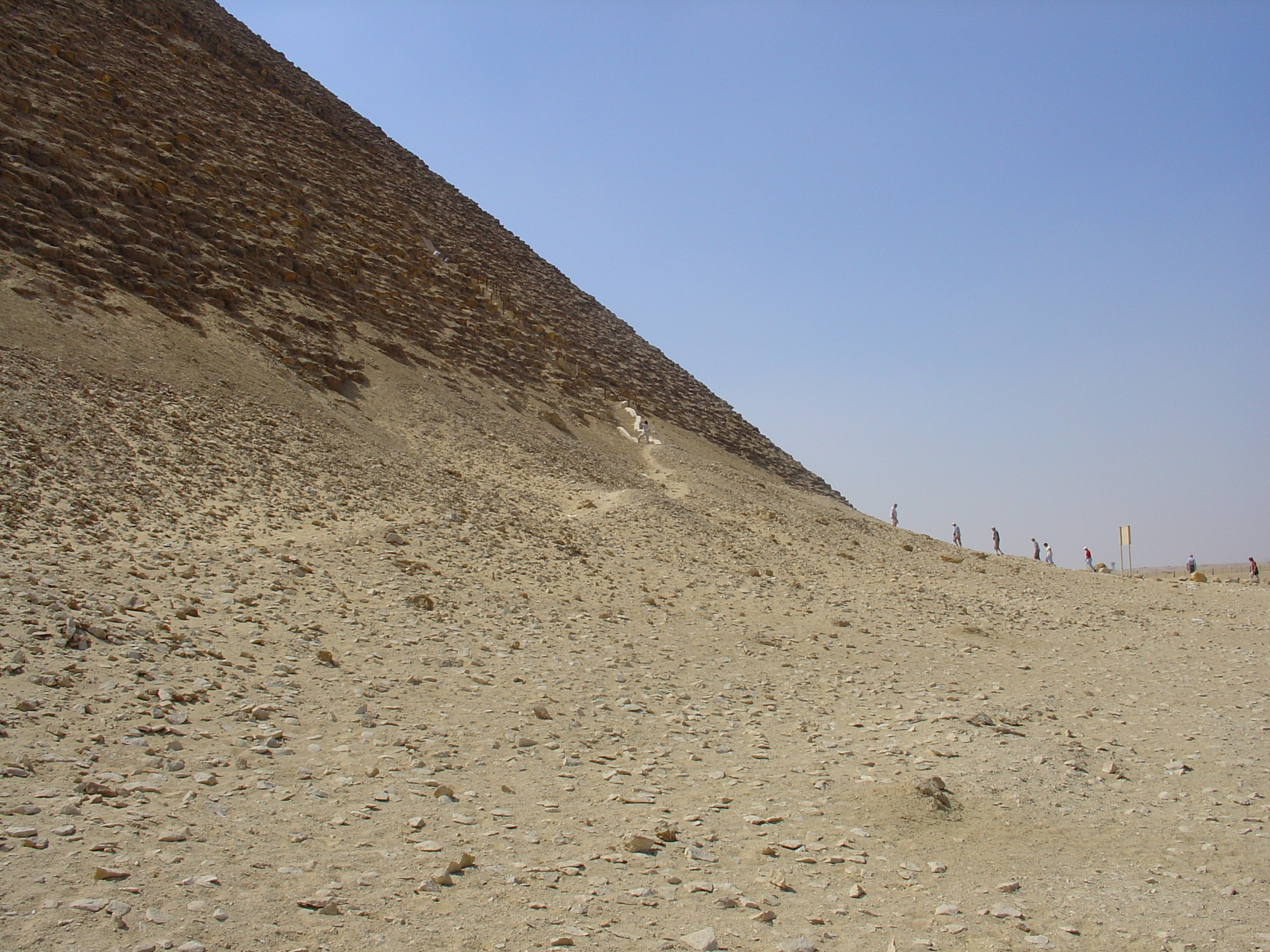
Khách du lịch ghé thăm kim tự tháp
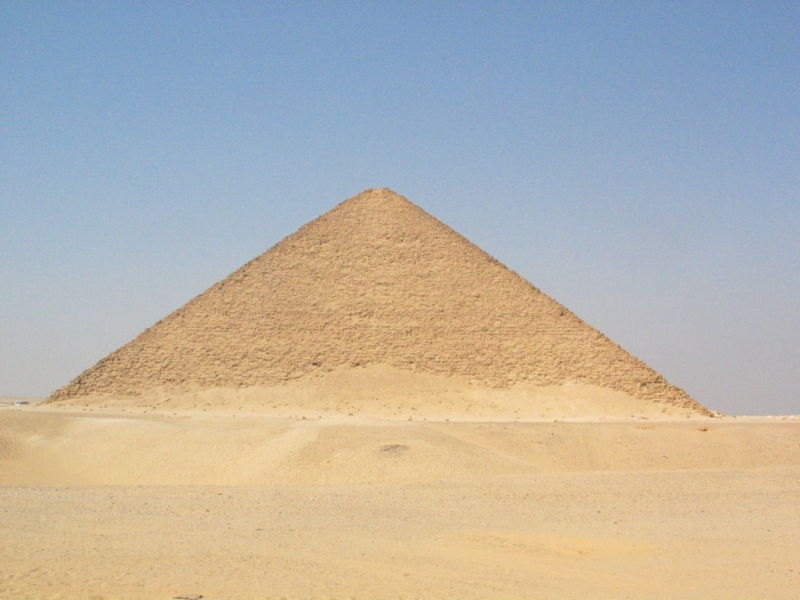
Kim từ tháp nhìn từ phía nam
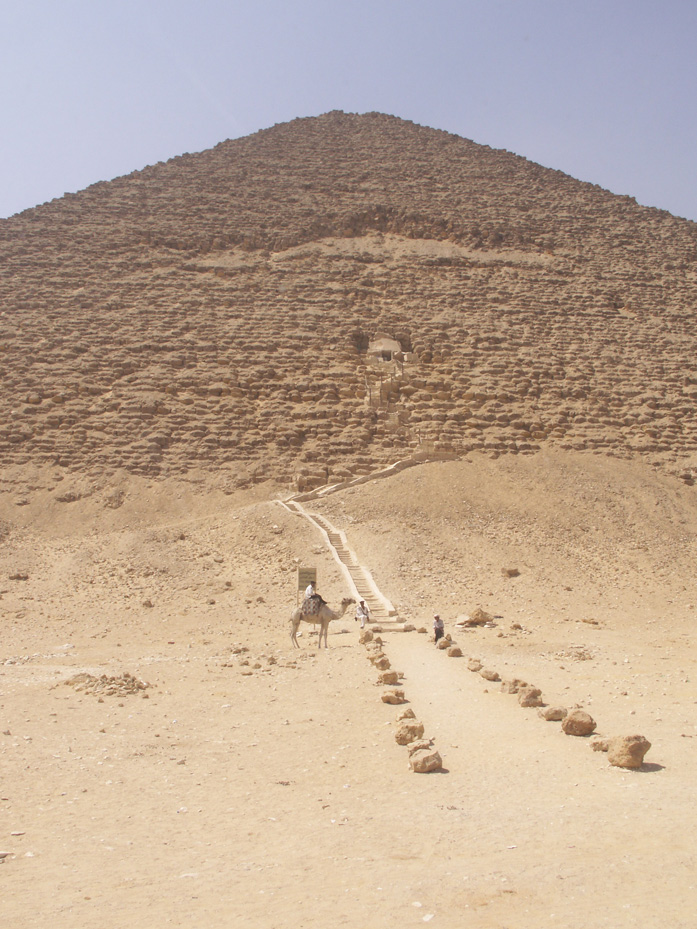
Lối vào kim tự tháp